# Eschhaus-Zentrum

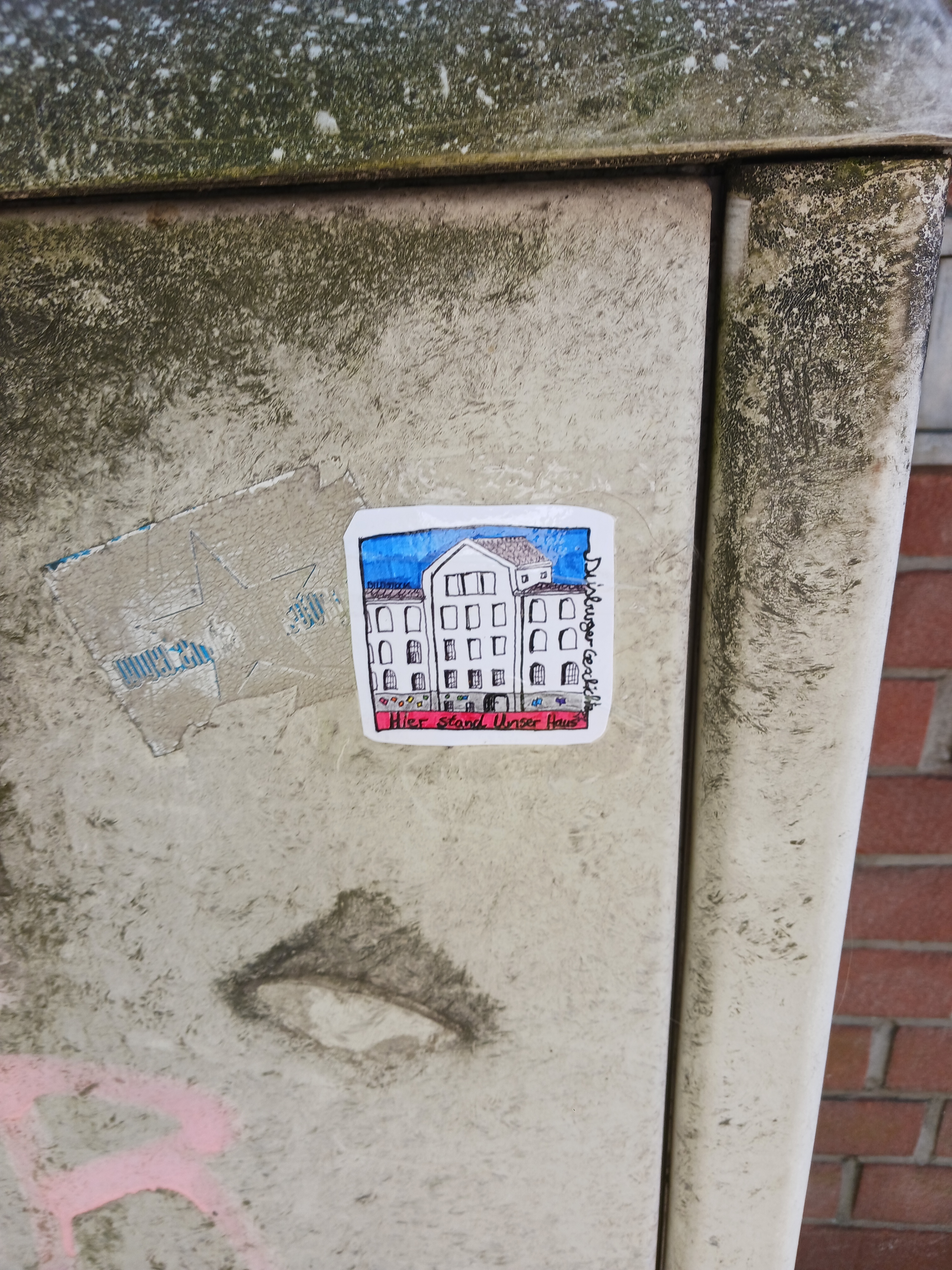
An das ehemalige Eschhaus erinnert heute nur noch ein von Unbekannten angebrachter Sticker an der Niederstraße, 2025

Das sogenannte Eschhaus-Zentrum (umgangssprachlich nur Eschhaus) im nordrhein-westfälischen Duisburg war das zweite soziokulturelle Zentrum in der Bundesrepublik Deutschland. Es bestand von 1974 bis zum Jahr 1987 und war im namensgebenden Eschhaus in der Niederstraße 32 im Norden der Duisburger Altstadt untergebracht.

## Entstehung
Das Eschhaus-Zentrum geht auf ein Flugblatt zurück, das im November 1972 von einigen Duisburger Schülern verteilt wurde. Darin forderten sie einen unabhängigen Treffpunkt. In Duisburg hatte sich bereits seit den 1960er Jahren ein gegenkulturelles Milieu entwickelt, das seinen Kristallisationspunkt mit der im Dellviertel ansässigen Kommune um die Folk-Rock-Band Bröselmaschine fand. Der Schriftsteller Helmut Loeven macht außerdem die geografische Nähe zu den Niederlanden als Triebfeder hinter dem Engagement stark, weil hier bereits früher soziokulturelle Zentren wie das Amsterdamer Paradiso entstanden waren, die als Vorbilder galten.
Nach der Organisation der Jugendlichen in drei Kommissionen nahm man Kontakt mit der Stadtverwaltung auf, insbesondere der SPD-Fraktion, und bot an, ein bereits existierendes, leerstehendes Gebäude zu einem soziokulturellen Zentrum umzubauen. Die Wahl fiel auf die Baulichkeiten der ehemaligen Esch-Werke in der Niederstraße nahe dem Innenhafen. Hier waren Textilien produziert worden, später zog ein Supermarkt in die Räumlichkeiten ein. Zeitweise war das Haus bereits vom Jugendring der Stadt genutzt worden, war aber als nicht geeignet empfunden worden.

## Geschichte
Im August 1974 wurde das Eschhaus von der Initiative bezogen. Die Stadt Duisburg hatte den Engagierten einen Einrichtungszuschuss von 30.000 DM gewährt, weitere 30.000 DM flossen als Betriebskostenzuschuss von städtischer Seite. Bei der Eröffnung war der Zukunftsforscher Robert Jungk anwesend, neben mehreren Professoren der Duisburger Hochschule gehörte auch der Pädagoge Wolfgang Fischer zu den Ehrengästen. Mit dem Eschhaus-Zentrum entstand das zweite bundesrepublikanische, soziokulturelle Zentrum nach dem Nürnberger KOMM und noch vor der im gleichen Jahr etablierten Wuppertaler börse. 
Das Eschhaus wurde zunächst als Jugendzentrum tituliert, öffnete sich aber schnell auch anderen gegenkulturellen Initiativen. Als Organ der Selbstverwaltung etablierte man eine Vollversammlung, später wurde diese um eine Mitarbeiterbesprechung ergänzt. Die Stadt Duisburg hatte darauf verzichtet, mit einem eigenen Sitz im Eschhaus-Beirat vertreten zu sein. Der Nutzungsvertrag war lediglich mit dem Verein „Unabhängiges Jugendzentrum Eschhaus – Verwaltungsbeirat e. V.“ unterzeichnet worden. Die Folge war, dass insbesondere in der Anfangszeit auch Gruppen, die mit terroristischen Organisationen wie der RAF sympathisierten, im Esch-Haus geduldet wurden. Darüber hinaus wurden immer wieder städtische Gelder veruntreut. Mit dem Eschhausheft erschien ein Informationsblatt, das neben dem monatlichen Programm auch Aufsätze enthielt und zeitweise als alternatives Duisburger Stadtmagazin fungierte. 
Im Jahr 1984 unterhielt das Haus zehn feste Mitarbeiter, die von einer größeren Zahl an Freiwilligen unterstützt wurden. In den 1980er Jahren lag der Schwerpunkt des Hauses auf der Kulturarbeit, mit Filmvorführungen, Theaterabenden und politischen Lesungen. Etabliert wurde ein Kurssystem, mit dem eine Vielzahl an verschiedenen Personengruppen angesprochen werden sollte. Im Eschhaus-Zentrum bestanden ein Buchladen und ein großes Café. Hier traten Bands, Musiker und Schriftsteller wie Alexis Korner, Julie Driscoll, BAP, Ton Steine Scherben, Peter Brötzmann, Gunter Hampel, Peter O. Chotjewitz, Hans-Christian Ströbele, Bröselmaschine, Helge Schneider, Die Kassierer, Der KFC, Uwe Lyko und Peter-Paul Zahl auf. Zugleich blieb das Haus Ausgangspunkt für Demonstrationen und stellte Räume für die politische Arbeit bereit. Von hier aus fanden Reisen zu den Anti-AKW-Protesten in Kalkar und Brokdorf statt, wurden Proteste gegen den § 218 und die Volkszählung von 1987 initiiert.
Das Ende des Eschhaus-Zentrums wurde mit der Umorientierung der Kulturpolitik in der Stadt eingeleitet. Das Kulturdezernat setzte vor allem auf Hochkultur, sodass für das Zentrum kein Geld mehr da war. Der Innenhafen sollte zu einem hochpreisigen Wohn- und Kreativquartier umgebaut werden. Hinzu kamen sinkende Besucherzahlen. Am 31. März 1987 wurde der mit dem Trägerverein geschlossene Vertrag über die Hausnutzung gekündigt. Begründet wurde die Schließung mit Lärmprotesten der Anwohner. Im gleichen Jahr wurde das Eschhaus abgerissen.

## Nachwirkung
Das Eschhaus-Zentrum blieb nach seiner Schließung für die Duisburger Stadtgesellschaft ein wichtiger Referenzpunkt und Erinnerungsort. Regelmäßig wurde mit Eschhaus-Revival-Partys an die Vergangenheit erinnert. Daneben griffen lokale und überregionale Medien wie Rheinische Post, Westdeutsche Allgemeine Zeitung und der Westdeutsche Rundfunk Jubiläen des Eschhaus-Zentrums in Form von Artikeln und Fernsehbeiträgen auf. 
Erst in den 2020er Jahren erhielt die Stadt mit dem Stapeltor ein neues soziokulturelles Zentrum, das mit seiner Lage in der Verlängerung der Niederstraße an das Eschhaus anknüpft, das Haus aber nicht als Vorbild betrachtet. In seiner Dissertation über die Duisburger Kulturpolitik schreibt der Germanist und Historiker Jörg-Philipp Thomsa über das Eschhaus: „Das Eschhaus war Vorreiter für die Gründung anderer soziokultureller Zentren in der Region und darüber hinaus.“